# Vila Alva
Vila Alva ist ein Dorf im Alentejo, im Süden Portugals. Es ist Sitz einer Gemeinde (Freguesia) im Kreis (Concelho) von Cuba, im Distrikt Beja. Vila Alva hat eine Fläche von 37,2 km² und 416 Einwohner (Stand 19. April 2021).

## Geschichte und Sehenswürdigkeiten
Viva Alva ist ein typisches Dorf der historischen Provinz Baixo Alentejo, mit weißgekalkten Häusern und engen Sträßchen. Archäologische Funde lassen auf eine Besiedlung bereits im Neolithikum schließen. Seit 1854 ist es eine Gemeinde des Kreises Cuba.
Vila Alva war bei Klerus und Adel beliebt, wurde von ihnen oft besucht, und hat in kultureller und künstlerischer Hinsicht viel davon profitiert. Die Weinberge, die Obstgärten, die Windmühlen und die zahlreichen Kirchen mit Fresken und handgemalten Kacheln bezeugen es.
Am Eingang des Dorfes befindet sich die „Quinta de São José“, ein Gutshof mit Herrenhaus und der Dorfbrunnen mit dem Staatswaschtank (chafariz com lavadouro). Im  Zentrum des Dorfes befinden sich die „Praça da Republica“ (dt.: Platz der Republik) und die Kirche von „Nossa Senhora da Visitação“ (dt.: Unsere Liebe Frau des Besuches). Es ist eine sehr alte Kirche und man glaubt, dass sie von den Mauren nach ihrer Christianisierung errichtet wurde. Das heutige Gebäude stammt aus dem 17./18. Jahrhundert. In der Nähe befindet sich ein Museum für religiöse Kunst und Archäologie.

## Gastronomie
Im November, nach der Weinlese, wenn der neue Wein bereit ist, kann in den typischen Tavernas (Kneipen), der beste  Wein des Alentejos (vinho do Alentejo) probiert werden. Typische weiße Rebsorten (castas) sind Roupeiro, Rabo de Ovelha und Antão Vaz, rote Rebsorten sind Periquita, Trincadeira und Aragonez.
Die Küche ist vielfältig, typische Speisen sind Açorda (eine Brotsuppe), Gazpacho (eine kalte Suppe aus ungekochten Tomaten, Paprika, Gurken, Zwiebeln und Knoblauch), Ensopado de Borrego (Zickleineintopf mit Gemüse), der Ziegenkäse und die Enchidos (eine besondere Art Salami) und natürlich das Brot.